# Michelle Snow
Donnette Jé-Michelle Snow (20 maart 1980) is een Amerikaans professioneel basketbalspeelster. Ze speelde voor Houston Comets (2002–2008), Atlanta Dream (2009), San Antonio Silver Stars (2010), Chicago Sky (2011-2012) en Washington Mystics (2012-2013), steeds in de WNBA.